# 大衆演劇七福座
大衆演劇七福座（たいしゅうえんげきしちふくざ）は、和歌山県和歌山市美園町みその商店街にある大衆演劇劇場。

## 概要
2017年（平成29年）10月1日に和歌山市雑賀町の旧吉宗劇場跡にオープンし、2021年（令和3年）4月まで営業していた。
2021年10月1日、和歌山駅前の旧「光命座」（2018年12月閉館）を改装した建物に移転し、リニューアルオープンした。客席は前方席（座椅子）と椅子席で構成され、光命座では設けられていなかった花道も新設された。

## 施設
- 所在地：和歌山市美園町5丁目6-5[2]
- 座席：53席（補助席含め最大72席）[2]